# 北落磯山狼
北洛基山狼（學名：Canis lupus irremotus）是一種生活在洛磯山脈的灰狼亞種。它的毛色較淺，身型為中型至大型，額骨狹窄而扁平。該亞種最初於1978年3月9日開始受瀕臨絕種生物法案的保護，後因北洛基山狼恢復計劃導致數量回升，2000年起不再是該法的保護對象。2010年8月6日，美國地區法官唐納德·莫洛伊根據瀕危物種法的保護，下令將北洛基山狼從新加入瀕危物種，並推翻了美國魚類及野生動物管理局先前的裁決。後來又因為愛達荷州，蒙大拿州和懷俄明州認為該物種是穩定的種群配額，所以於2012年8月31日將北洛基山狼再次從名單中移除。北洛基山狼在分類學權威參考書世界哺乳動物物種 （2005年）中被認為是狼的亞種。

## 生理學

### 描述
北洛基山狼的平均體重為70—150磅（32—68），站立時高26–32 英寸，是最大的灰狼亞種之一。，平均壽命為3到4年。它是一種顏色較淺的動物，棲息在洛基山脈，其毛色白色部份較多，黑色部份較少。一般來說，狼的亞種喜歡將較淺的顏色與黑色混合。
狼群以2到12隻一群。通常，只有狼群地位較高的雄性和雌性狼會互相交配，並會一起生狼崽，直至10歲。狼崽通常在4月出生，數量由1到11隻，但平均在5隻左右，而大多數只有4隻可以活到冬天。如果狼崽的父母去世，狼崽將會由狼群其他成員扶養。

### 分部範圍
北洛基山狼是32個分類學上公認的灰狼亞種之一，其中24個生活在（或曾經生活過）在北美。它主要分佈在愛達荷州北部的落基山脈，華盛頓州，俄勒岡州東部的三分之一，蒙大拿州東北部，懷俄明州北部的三分之二以及南達科他州的黑山。
灰狼種群在分佈和數量繼續增加。2005年底的狼數量據估計，愛達荷州中部恢復區有565隻狼，黃石公園恢復區有325隻狼和蒙大拿州西北部的恢復區有130隻狼，總共有1020隻狼。如按州界劃分，愛達荷州內估計有512隻狼，懷俄明州有252隻，蒙大拿州有256隻。在大約134個狼群（2隻或2隻以上的狼群）中，有71個群體符合“繁殖對”的定義，即成年雄性狼和雌性狼會在2005年12月31日之前養育2隻或更多幼崽。
截至2011年12月31日，最低估計灰狼數量由287個狼群中的至少1774隻狼組成。至少有109個包符合繁殖對的定義（在2011年12月31日，包含至少一個成年雄性，一個成年雌性和兩個或更多幼崽）。2011年底，蒙大拿州西北部恢復區至少有431隻狼，黃石公園恢復區至少有499隻狼，愛達荷州中部恢復區至少有797隻狼。按州劃分，蒙大拿州估計至少有653隻狼，懷俄明州有328隻，愛達荷州有746隻。在蒙大拿州、愛達荷州和懷俄明州，包含至少 300 只狼和 30 對繁殖對的平均分佈的狼種群，達到最低恢復目標。

### 飲食習慣

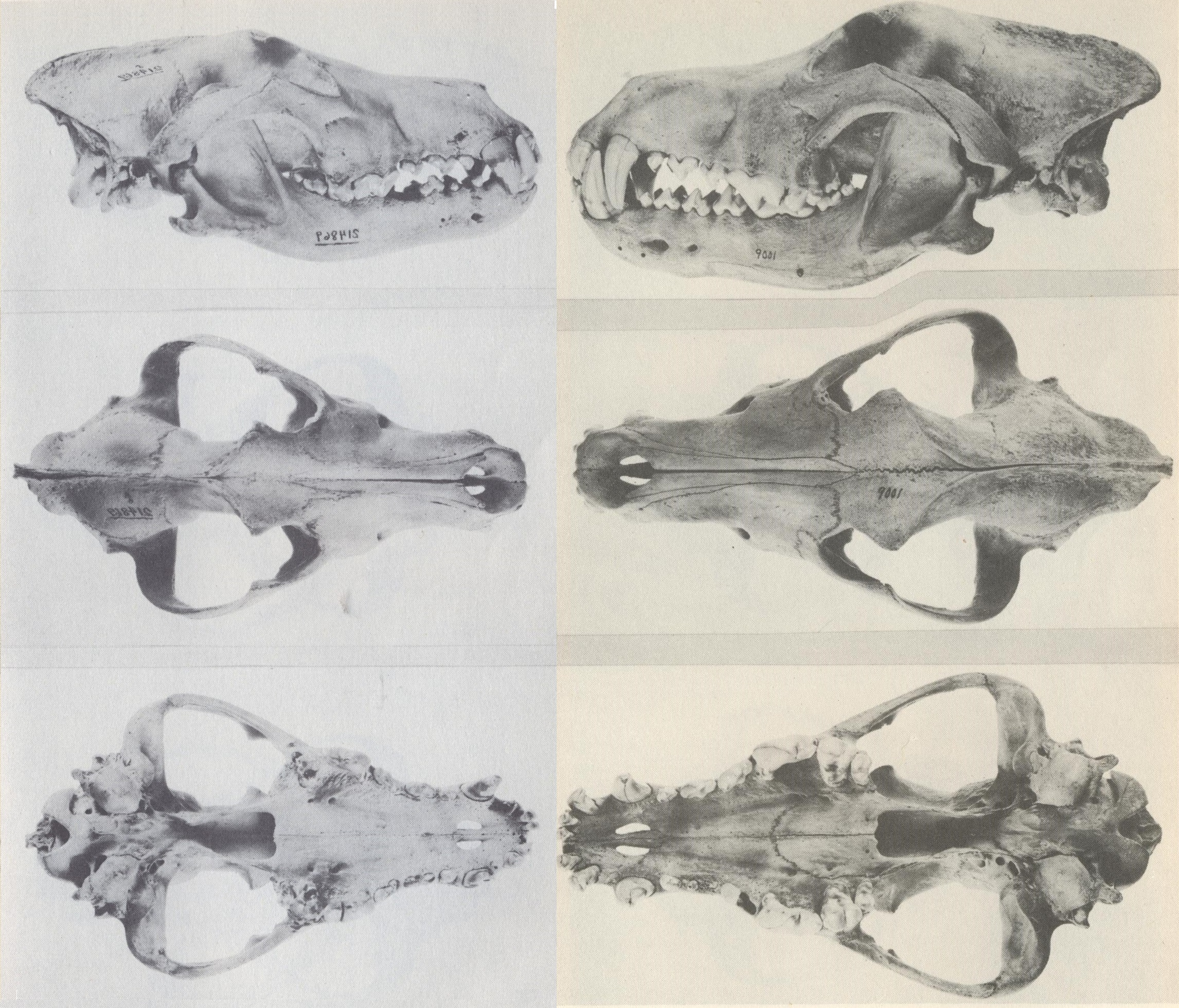
生活在洛基山脈北部的兩個狼亞種：北洛基山狼（左）與馬更歇狼（右）

北洛基山狼的狼主要以麋鹿，白尾鹿，騾鹿，駝鹿和野牛為生。2005年，被狼殺死的牲畜包括97頭牛、244隻羊、11隻狗和2匹被確認被狼殺死的馬。在已知的132個狼群中，約有36個（佔約27%）曾經的殺死牲畜。作為回應，103隻狼在3個州內被人類獵殺（約佔2005年狼群的9%）。
當一隻狼或一群狼能夠捕殺大量獵物時，北洛基山狼每天吃的量通常占其體重的10-21%，但也有記錄表明一隻吃掉了其體重的37%。然而，當獵物不那麼豐富時，北洛基山狼為了能夠在相當長的時間內生存，所以只吃少量。而在嚴重食物短缺的時候，狼群之間會同類相食，殺死並吃掉狼群中受傷或虛弱的成員。

## 歷史
在早期記錄中，北洛基山狼的歷史主要發現在黃石國家公園的森林中。他們居住在圖庫迪卡部落的美洲原住民附近，原住民們認為狼是一種神聖的動物。
隨著美國人口在19世紀末開始向西擴散，牧場主人，農民和養牛場主人開始在該地區定居。在適當的時候，北洛基山狼開始捕食定居者帶來的家畜。1915年美國頒布了使用槍支，陷阱和毒物根除的做法。1916年美國國家公園管理局的成立使這一政策更加全面，該局規定了對黃石公園土地的控制，並通過國家公園管理局組織法授權“破壞此類可能有害的動物和植物”。1924年，黃石公園範圍內最後一隻已知的狼被殺死，但少數北洛基山狼在偏遠地區倖存下來。因此，北洛基山狼於1978年3月9日起受瀕臨絕種生物法案的保護，直至2000年。

### 導致北洛基山狼數量減少的原因
根據Young，Goldman（1944）和Hech（1970）的說法，北洛基山狼的數量下降是由於：
- 密集的人類定居
- 與專制牲畜的直接衝突
- 缺乏對動物生態和習性的瞭解，
- 對狼的恐懼和迷信，
- 旨在消滅它的極端控制計劃

這些因素導致美國境內狼的種群下降，其中包括北落基山脈的狼群。美國魚類和野生動物管理局的受威脅野生動物名單表示，土地開發，棲息地喪失，中毒，誘捕和狩獵也是北洛基山狼數量減少的原因之一。

### 北洛基山狼恢復計劃
北洛基山狼恢復計劃於1980年首次獲得批准，但隨後在1987年進行了修訂。該計劃要求一定數量的北洛基山狼居住在黃石公園內和周圍的地區，其中包括至少十對育種對，並且種群至少連續三年保持穩定。然而，在最初提出草案時，北洛基山狼並不被認為是合法的亞種，因此參與該計劃的狼是馬更歇狼。造成這種情況的原因是，所述兩個狼亞種與北洛基山狼在同一區域生活，並且計劃涵蓋了將狼的重新引入的計劃。出於這個原因，他們選擇了更豐富的亞種作為跨物種，以免破壞它們將被帶走的區域的生態平衡。1995年，狼被重新引入黃石國家公園和弗兰克·丘奇-不归路河原野。
為了回應對狼被允許在該地區自由奔跑，會在沒有任何後果的情況下殺死牲畜的擔憂，該計劃的最終草案於1994年11月22日完成，概述了牧場主人如果“狼在私人財產上殺死家畜”，可以殺死狼。
在三起訴訟中，懷俄明州農業局聯合會訴懷俄明州農業局聯邦案。反對重新引入的巴比特認為，重新引入的狼可能威脅到已經居住在該地區的狼，而支持者則反對實驗指定和完全受保護的地位。地方法院法官威廉·唐斯裁定，重新引入違反了瀕危物種法第10（j）條。然而，這一裁決被第十巡迴上訴法院推翻。

### 瀕臨絕種生物法案的政策變化
2007 年，美國內政部的事務律師起草了一份備忘錄，審查了瀕臨絕種生物法案的措辭。具體來說，該備忘錄考慮了“其範圍的重要部分”的含義。該備忘錄詳細說明了瀕臨絕種生物法案中物種的先前範圍並不重要，而這種物種的當前範圍是重要的。許多環保組織對該備忘錄感到憤怒，因為其當前範圍內的物種密度會導致許多物種即使種群數量遠低於被認為是穩定的數量，仍然會從瀕危物種名單中消失。
環境科學家傑里米·布魯斯科特（Jeremy Bruskotter）在2009年初撰寫了兩篇論文，指出如果認真對待備忘錄，可能會導致“某些物種滅絕的風險增加”。另一方面，美國國家海洋和大氣管理局西北漁業科學中心的科學家羅賓·瓦普爾斯（Robin Waples）表示，“備忘錄並沒有減少其本身的保護”。
自備忘錄起草以來，通過了五項嚴重依據它的裁決，涉及瀕危物種，其中一項就是關於北洛基山狼的數量。該裁決決定，對北洛基山狼的保護將“嚴格限制”。然而，在2009年，野生動物組織對這項裁決提出了質疑。
由於野生動物組織在2009年提出質疑性決定，並將結束各州對北洛基山狼的許多特殊規定。美國地區法官唐納德·莫洛伊在2010年8月6日的上訴裁決中裁定，北洛基山狼必須“被列為瀕危物種或從名單中移除”，並且每個州對同一種群的保護不能不同。美國魚類及野生動物管理局發表聲明說，在懷俄明州內的狼群數量達到所需標準之前，整個物種仍會受到瀕危保護。但愛達荷州和蒙大拿州內的數量已經超過了要求，因此在此之前並沒有為各州的狼提供保護。
2012年8月31日，美國魚類和野生動物管理局宣佈將取消對北洛基山狼的瀕危物種保護，因為懷俄明州已經獲得了328隻狼的必要種群。魚類和野生動物服務局局長丹·阿什（Dan Ashe）稱狼的亞種的恢復是一個“重大的成功故事”。懷俄明州還建立了自己的「雙重型態」系統，可以同時保護黃石公園內的狼群，又允許任何離開該地區的狼在看到時被槍殺。目前，懷俄明州的328隻狼中有224隻生活在黃石公園之外。
2014年9月，美國哥倫比亞特區地方法院將北洛基山狼從列表中移除，並恢復了其作為懷俄明州非必要實驗種群的位置。

## 外部連結
- "Feds renewing efforts to delist wolves?" – Idaho Mountain Express （页面存档备份，存于）
- "Are northern Rockies wolves on the decline?" – Idaho Mountain Express （页面存档备份，存于）
- "Utah split on wolf protection status" – Standard Examiner （页面存档备份，存于）
- Gray Wolves in the Northern Rocky Mountains 美國魚類及野生動物管理局